# Good Witch
Good Witch è una serie televisiva canadese-statunitense, trasmessa dal 28 febbraio 2015 su Hallmark Channel.
Proseguimento del popolare franchise The Good Witch, la serie vede protagoniste Catherine Bell e Bailee Madison nei panni della strega Cassie Nightingale e della figlia Grace.

## Trama
Seguito dei precedenti sette film televisivi, la serie continua la narrazione raccontando le vicende della neo-vedova Cassie Nightingale, una strega "buona" che vive a Middleton con la figlia adolescente Grace. I loro nuovi vicini, il dottor Sam Radford e il figlio Nick, appena trasferiti nell'appartamento accanto, si insospettiscono sulla loro vera identità, ma col tempo si svilupperanno fiducia e affetto reciproci.

## Episodi
| Stagione                                           | Episodi | Prima TV USA | Pubblicazione Italia |
| -------------------------------------------------- | ------- | ------------ | -------------------- |
| Prima stagione                                     | 10      | 2015         | 2016                 |
| Il male tra noi (speciale di Halloween)            | 1       | 2015         | 2016                 |
| Seconda stagione                                   | 10      | 2016         | 2016                 |
| L'incantatrice unisce (speciale di Halloween)      | 1       | 2016         | 2017                 |
| Terza stagione                                     | 10      | 2017         | 2017                 |
| La Profezia di Halloween (speciale di Halloween)   | 1       | 2017         | 2018                 |
| Quarta stagione                                    | 10      | 2018         | 2018                 |
| La storia di due cuori (speciale di Halloween)     | 1       | 2018         | 2019                 |
| Quinta stagione                                    | 10      | 2019         | 2019                 |
| La maledizione di una rosa (speciale di Halloween) | 1       | 2019         | 2020                 |
| Sesta stagione                                     | 10      | 2020         | 2020-2021            |
| Settima stagione                                   | 10      | 2021         | 2022                 |

## Personaggi e interpreti

### Personaggi principali
- Cassandra "Cassie" Nightingale (stagione 1-7), interpretata da Catherine Bell. La strega "buona" protagonista della serie, è proprietaria di un negozio chiamato Bell, Book & Candle e gestisce un bed and breakfast alla Grey House. Nella prima stagione, Cassie sviluppa un'amicizia con il più recente residente e vicino di casa di Middleton, Sam Radford, e cerca di superare la perdita di Jake. Tuttavia, sia Cassie che Sam iniziano lentamente a realizzare i loro sentimenti romantici l'uno per l'altro. Alla fine, Cassie e Sam diventano una coppia e alla fine della terza stagione, sono fidanzati. Per tutta la quarta stagione, Cassie e Sam sono felicemente fidanzati e iniziano a pianificare il loro matrimonio e infine diventano marito e moglie all'inizio della quinta stagione.
- Grace Russell (stagione 1-5) interpretata da Bailee Madison, figlia adolescente di Cassie che ha il suo "fascino intuitivo". Grace incontra Nick Radford, un nuovo residente arrivato a Middleton. Inizialmente cerca di ignorarlo, ma diventa gradualmente sua amica, anche se, a volte, la mette nei guai. Nella seconda stagione, cerca di ottenere la patente e Sam le insegna, mentre sta lottando per superare la perdita di suo padre. Nella terza stagione, Grace mette brevemente in discussione i suoi veri sentimenti per Nick, ma in seguito crea una relazione con il suo amico, Noah, mentre sta lottando per accettare la nuova relazione romantica tra Cassie e Sam. Nella quarta stagione, nonostante Grace e Nick si rifiutino di perdonarsi, iniziano a riparare la loro amicizia mentre si preparano a diventare fratellastri. Nella quinta stagione, Grace si avvicina alla fine del suo ultimo anno di liceo e si sta preparando per il diploma e l'università. Grace in seguito inizia uno stage presso l'ufficio del sindaco e inizia una relazione romantica con Luke, un suo compagno stagista, dopo che lei e Noah hanno terminato la loro relazione, incapaci di gestire la lunga distanza.
- Sam Radford (stagione 1-7), interpretato da James Denton, il bel vicino di Cassie e il nuovo dottore della città. È abbastanza ricco per le sue esperienze come chirurgo traumatologico di New York, proprietario del suo studio privato, in diversi consigli ospedalieri e altre attività. All'inizio fa fatica ad adattarsi a Middleton, ma lentamente si apre alla città mentre inizia anche una stretta amicizia con Cassie. Nella prima stagione, esce con Stephanie, ma alla fine si sciolgono mentre inizia lentamente a rendersi conto dei suoi veri sentimenti nei confronti di Cassie. Sam ammette i suoi sentimenti all'inizio della seconda stagione e inizia a perseguire Cassie, ma affronta problemi a causa dell'interferenza di Linda e dell'arrivo del vecchio amico di Cassie, John. All'inizio della terza stagione, Sam e Cassie diventano una coppia e successivamente si fidanzano dopo che ha proposto nel finale della terza stagione. Alla fine, dopo essere stati fidanzati per la quarta stagione, Sam e Cassie si sposarono finalmente all'inizio della quinta stagione.
- Nick Radford (stagione 1-7), interpretato da Rhys Matthew Bond, figlio problematico di Sam. Da quando è arrivato a Middleton, si rifiuta di accettare la sua nuova casa e desidera costantemente tornare a New York. Nella prima stagione, si mette ripetutamente nei guai come rubare una statua di scuola o mentire a suo padre. Alla fine, Nick inizia lentamente a rendersi conto dei suoi errori e inizia a stringere amicizia con Grace. Nella seconda stagione, diventa una persona più carina e non si mette più nei guai, ma deve ancora affrontare alcuni problemi all'interno della sua famiglia. Nella terza stagione, Nick inizia una relazione romantica con l'amica di Grace, Courtney, fino a quando nel finale di stagione, rivela la sua decisione di lasciarla, provocando una caduta tra lui e Grace. Nella quarta stagione, nonostante Nick e Grace si rifiutino di perdonarsi, iniziano a riparare la loro amicizia mentre si preparano a diventare fratellastri. Nella quinta stagione, Nick si sta preparando per il college e inizia a pensare al suo futuro, realizzando la sua vera passione per la progettazione di giochi.

### Personaggi ricorrenti
- Abigail Pershing (stagione 1-7), interpretata da Sarah Power, cugina di Cassie. Nei film e nella prima stagione è furba ed enigmatica ma al contrario di sua cugina non è sempre buona e pronta a perdonare le persone. Quando compie buone azioni, cerca sempre di ottenere qualcosa in cambio. Nelle stagioni successive diventa sempre più parte integrante della città, compra un negozio per vendere fiori, vive a Grey House e, come Cassie e Grace è dotata di sesto senso e aiuta chi può. Il suo più grande desiderio è essere accettata nella comunità e trovare l'amore. Alla fine si fidanza con Donovan Davemport, spezzando così la maledizione.
- Brandon Russell (stagione 1-7), interpretato da Dan Jeannotte. Figliastro di Cassie, poliziotto (proprio come lo era suo padre) e sposato con Tara.
- Tara (stagione 1- 7), interpretata da Ashley Leggat. Moglie di Brandon.
- Martha Tinsdale (stagione 1-7), interpretata da Catherine Disher, sindaco di Middleton. Sin dal precedente film di Good Witch, Martha è stata sindaco di Middleton e si assicura sempre che le feste e i festival vadano esattamente secondo i piani e si trasformino perfettamente. L'obiettivo di Martha è aiutare Middleton a crescere e non farsi oscurare dalla città rivale di Blairsville. Nonostante il loro inizio roccioso, Martha è una cara amica di Cassie, apprezzando sempre tutto ciò che Cassie ha fatto per la città. Nel finale della quarta stagione, Martha è costretta a dimettersi da sindaco quando viene rivelato che tecnicamente vive a Blairsville, con suo grande sgomento. Nella quinta stagione, Martha cerca di trovare la sua nuova vocazione e successivamente diventa conduttrice di talk show televisivi, ma alla fine riprende il suo posto come sindaco di Middleton.
- Tom Tinsdale (stagione 1-7), interpretato da Paul Miller. Marito di Martha ed ex sindaco di Middleton.
- George O'Hanrahan (stagione 1-7), interpretato da Peter MacNeill. Padre del defunto marito di Cassie e nonno di Brandon, Lori e Grace. E nonno adottivo per Nick.
- Stephanie (stagione 1-7), interpretata da Kylee Evans. È la proprietaria di un bistrot locale e una cara amica di Cassie. Non le piace essere single ed è attratta dai nuovi uomini che arrivano in città. Nella prima stagione, è colpita dal nuovo medico, Sam e inizia a inseguirlo. Formano brevemente una relazione, ma alla fine si sciolgono a causa delle loro differenze e della leggera interferenza di Abigail. Nella seconda stagione, Stephanie lavora all'avvio di un'attività di ristorazione mentre inizia anche una nuova relazione romantica con il tuttofare locale Ben. All'inizio della quarta stagione, si scopre che Stephanie e Ben si sono lasciati perché non vedono un futuro reale per la loro relazione. Nella quinta stagione, Stephanie entra in partnership con Vincent per gestire un'attività di food truck e inizia una relazione romantica con Adam Hawkins, pastore dell'ospedale.
- Derek Sanders (stagione 1-4), interpretato da Noah Cappe. È il capo della polizia di Middleton, e successore del defunto Jake Russell.
- Ben (stagione 2-4), interpretato da Jefferson Brown. Imprenditore che frequenta Stephanie.
- Eve (stagione 2-7), interpretata da Kate Corbett. Segretaria nello studio medico di Sam.
- Linda (stagioni 1-2, guest 5), interpretata da Gabrielle Miller.  Ex moglie di Sam e madre di Nick. Nella prima stagione Linda si trasferisce a Middleton per essere più vicina a Nick mentre cerca di riunire la sua famiglia, incluso il tentativo di riconciliarsi con Sam. Tuttavia, Linda inizia a interferire nella vita di Sam, diventa gelosa della sua stretta e crescente relazione con Cassie e inizia a inquietarsi. Cerca di avere tutto a modo suo e non sembra mai ascoltare gli altri o accettare le responsabilità per i propri errori. Alla fine, Linda torna a New York per la sua carriera e per dare a Nick più spazio per crescere.
- Lori Russell (stagione 1), interpretata da Hannah Endicott-Douglas. Figliastra di Cassie.
- Ryan Elliot (stagione 1), interpretato da Anthony Lemke. Amico intimo di Cassie che sviluppa sentimenti per lei.
- Anthony (stagione 1), interpretato da Shane Harte. Migliore amico di Grace.
- John (stagione 2), interpretato da Dan Payne. Insegnante ex compagno di college di Cassie.
- Adam (stagione 5-7) interpretato da Scott Cavalheiro. Amico di Sam e capellano dell'ospedale. Intreccia una relazione con Stephanie.
- Vincent (stagione 5-7) interpretato da Gianpaolo Venuta.  Il fratello adottivo avventuroso e itinerante di Cassie, zio adottivo di Grace e Nick. Si mette in affari con Stephanie.
- Donovan Davenport (stagione 5-7) interpretato da Marc Bendavid. Sindaco di Blairsville e inizialmente rivale con Abigail per le gestioni delle rispettive città. Poi si avvicina sempre di più ad Abigail, tant'è che si fidanzano.
- Luke (stagione 5) interpretato da Dale Whibley. Diventato tirocinante per il sindaco Abigail insieme a Grace, il suo compito è quello di recuperare informazioni su Abigail per conto di sua zia (in cambio del pagamento della rata di una scuola privata) per spezzare la maledizione Davenport-Merriwick. Inizia una relazione con Grace e dice quindi alla zia di non voler più continuare a raccogliere informazioni per lei. Così dalla scuola privata va al liceo pubblico di Middleton. Rivelerà poi a Grace l'incarico affidatogli dalla zia e di conseguenza i due si lasciano, ma poi ritorneranno insieme.
- Joy Harper (stagione 6-7) interpretata da Katherine Barrell. Chiamata a Middleton per ristrutturare Villa Davenport comprata da Martha, da una vecchia foto si viene a sapere che sua madre era cugina della madre di Cassie. Attraverso i suoi sogni immagina le cose che si possono avverare.

## Produzione
La serie Good Witch si svolge nella città fittizia di Middleton. L'attuale luogo delle riprese è Hamilton, Ontario, una città portuale situata all'estremità occidentale del lago Ontario a metà strada tra Toronto e Buffalo, New York. Grey House, ossia la “magica casa” della serie televisiva, è vera e il nome dell'edificio è Foxbar.

## Distribuzione
La prima stagione è stata trasmessa dal 28 febbraio al 18 aprile 2015. Un episodio speciale dalla doppia durata di circa 82 minuti, inizialmente intitolato Good Witch Halloween e poi Something Wicked in successive distribuzioni (Il male tra noi in italiano), è poi andato in onda in occasione di Halloween il 24 ottobre 2015. La seconda stagione ha esordito il 17 aprile 2016, seguita il 22 ottobre 2016 da un nuovo speciale di 84 minuti intitolato Secrets of Grey House. La terza stagione è andata in onda dal 30 aprile 2017. Il 28 luglio 2017 è stata annunciata la produzione anche di una quarta stagione. La quarta stagione è stata distribuita in streaming su Netflix il 1 settembre 2018. Il 6 luglio 2018 viene confermata la produzione di una quinta stagione, trasmessa nel 2019.
In Italia, le prime due stagioni sono state pubblicate il 1º dicembre 2016 sul servizio di streaming on demand Netflix. È poi stata aggiunta, sempre su Netflix a ottobre 2017, la terza stagione e il 01 settembre 2018 la quarta stagione. Dal 15 dicembre 2019 andrà in onda sempre su Netflix la 5 stagione. In chiaro, va in onda dal 26 dicembre 2016 su Rai 2.